# Erden (distrikt)
Erden (bulgariska: Ерден) är ett distrikt i Bulgarien.   Det ligger i kommunen Obsjtina Bojtjinovtsi och regionen Montana, i den nordvästra delen av landet, 90 km norr om huvudstaden Sofia.
Trakten runt Erden består till största delen av jordbruksmark. Runt Erden är det ganska tätbefolkat, med 67 invånare per kvadratkilometer.